# 이별하는 여섯 단계
《이별하는 여섯 단계》는 1995년 6월 18일에 KBS에서 방영한 드라마게임이다.

## 줄거리
애인이 자기 친구와 바람나서 이별한 여자와 결혼을 앞두고 교통사고로 애인을 잃은 남자가 만나, 그 이별의 아픔에서 벗어나고자 노력하면서 서로에게 끌리며 사랑하게 되는 이야기이다.

## 등장 인물

### 주요 인물
- 배용준 : 이경민 역 - 정신과 의사
- 전도연 : 박준영 역 - 배우

### 그 외 인물
- 박현 : 경민의 선배 의사 역
- 이기철 : 최성환 역 - 준영의 옛 애인
- 박칠용 : 대학로 점쟁이 역
- 김하균 : 준영의 극단 연출가 역
- 전진아
- 김원배 : 정신과 교수 역
- 최재원 : 경민의 후배 의사 역
- 이인근
- 박현정 : 경민의 죽은 약혼자 역
- 차태현 : 준영의 극단 후배 역